# Total Death
Total Death este cel de-al șaselea album de studio al formației Darkthrone. Este de menționat faptul că versurile acestui album au fost împărțite în mod egal între Nocturno Culto și Fenriz. Nocturno Culto a scris versurile melodiilor 2, 3, 5 și 7, iar Fenriz a apelat la patru muzicieni, membri în alte formații black metal, să scrie versurile melodiilor 1, 4, 6 și 8.
Albumul a fost relansat în 2011, incluzând ca bonus melodia "God Of Disturbance & Friction" și un CD cu comentariile lui Fenriz și Nocturno Culto. Ediția din 2011 are o copertă nouă.

## Lista pieselor
1. "Earth's Last Picture" - 05:12 (versuri de Garm de la Ulver)
2. "Blackwinged" - 04:31
3. "Gather For Attack On The Pearly Gates" - 04:53
4. "Black Victory Of Death" - 04:00 (versuri de Ihsahn de la Emperor)
5. "Majestic Desolate Eye" - 03:07
6. "Blasphemer" - 04:01 (versuri de Carl-Michael Eide de la Aura Noir)
7. "Ravnajuv" - 04:20
8. "The Serpents Harvest" - 05:43 (versuri de Satyr de la Satyricon)

## Personal
- Fenriz - baterie
- Nocturno Culto - vocal, chitară, chitară bas